# Campionati del mondo di mountain bike 2022
I Campionati del mondo di mountain bike 2022 (en.: 2022 UCI Mountain Bike World Championships), trentatresima edizione della competizione, si sono svolti a Les Gets, in Francia, dal 24 al 28 agosto.
Sono stati assegnati quindici titoli in quattro specialità della mountain bike: il cross country (sette titoli), il downhill (quattro titoli), l'E-Bike cross country (due titoli) e lo short track (2 titoli).

## Eventi
Mercoledì 24 agosto
- Cross country staffetta a squadre

Giovedì 25 agosto
- Cross country femminile Junior
- Cross country maschile Junior

Venerdì 26 agosto
- E-MTB Cross country maschile
- E-MTB Cross country femminile
- Cross country Short Track femminile
- Cross country Short Track maschile

Sabato 27 agosto
- Downhill femminile Junior
- Downhill maschile Junior
- Downhill femminile Elite
- Downhill maschile Elite

Domenica 28 agosto
- Cross country femminile Under 23
- Cross country maschile Under 23
- Cross country femminile Elite
- Cross country maschile Elite

## Medagliere
Vengono assegnate 45 medaglie in 15 gare.
| Pos.   | Nazione       | Oro | Argento | Bronzo | Totale |
| ------ | ------------- | --- | ------- | ------ | ------ |
| 1      | Francia       | 5   | 4       | 3      | 12     |
| 2      | Svizzera      | 4   | 5       | 4      | 13     |
| 3      | Nuova Zelanda | 2   | 0       | 0      | 2      |
| 4      | Italia        | 1   | 1       | 2      | 4      |
| 5      | Germania      | 1   | 1       | 0      | 2      |
| 6      | Austria       | 1   | 0       | 0      | 1      |
| 6      | Regno Unito   | 1   | 0       | 0      | 1      |
| 8      | Spagna        | 0   | 1       | 0      | 1      |
| 8      | Canada        | 0   | 1       | 0      | 1      |
| 8      | Paesi Bassi   | 0   | 1       | 0      | 1      |
| 8      | Australia     | 0   | 1       | 0      | 1      |
| 12     | Stati Uniti   | 0   | 0       | 3      | 3      |
| 13     | Polonia       | 0   | 0       | 1      | 1      |
| 13     | Danimarca     | 0   | 0       | 1      | 1      |
| 13     | Colombia      | 0   | 0       | 1      | 1      |
| Totale | Totale        | 15  | 15      | 15     | 45     |

## Sommario dei risultati
| Eventi                                     | Oro                                                                                               | Tempo    | Argento                                                                                      | Tempo   | Bronzo                                                                                            | Tempo    |
| Gare maschili                              |                                                                                                   |          |                                                                                              |         |                                                                                                   |          |
| Cross country Elite dettagli               | Nino Schurter Svizzera                                                                            | 1h21'13" | David Valero Spagna                                                                          | a 9"    | Luca Braidot Italia                                                                               | a 29"    |
| Cross country Under-23 dettagli            | Simone Avondetto Italia                                                                           | 1h10'35" | Mathis Azzaro Francia                                                                        | a 28"   | Luca Schatti Svizzera                                                                             | a 57"    |
| Cross country Junior dettagli              | Paul Schehl Germania                                                                              | 1h02'48" | Jan Christen Svizzera                                                                        | a 18"   | Paul Magnier Francia                                                                              | a 24"    |
| Downhill Elite dettagli                    | Loïc Bruni Francia                                                                                | 3'20"478 | Amaury Pierron Francia                                                                       | a 2"581 | Loris Vergier Francia                                                                             | a 3"386  |
| Downhill Junior dettagli                   | Jordan Williams Regno Unito                                                                       | 3'28"324 | Remy Meier-Smith Australia                                                                   | a 5"916 | Davide Cappello Italia                                                                            | a 7"697  |
| E-MTB Cross country dettagli               | Jérôme Gilloux Francia                                                                            | 52'21"   | Hugo Pigeon Francia                                                                          | a 0'29" | Joris Ryf Svizzera                                                                                | a 0'42"  |
| Cross country short track dettagli         | Samuel Gaze Nuova Zelanda                                                                         | 22'21"   | Filippo Colombo Svizzera                                                                     | a 03"   | Thomas Litscher Svizzera                                                                          | a 07"    |
| Gare femminili                             |                                                                                                   |          |                                                                                              |         |                                                                                                   |          |
| Cross country Elite dettagli               | Pauline Ferrand-Prévot Francia                                                                    | 1h22'08" | Jolanda Neff Svizzera                                                                        | a 1'35" | Haley Batten Stati Uniti                                                                          | a 2'13"  |
| Cross country Under-23 dettagli            | Line Burquier Francia                                                                             | 1h11'09" | Puck Pieterse Paesi Bassi                                                                    | a 0'43" | Sofie Pedersen Danimarca                                                                          | a 0'59"  |
| Cross country Junior dettagli              | Monique Halter Svizzera                                                                           | 59'37"   | Lea Huber Svizzera                                                                           | a 1'16" | Natalia Grzegorzewska Polonia                                                                     | a 1'26"  |
| Downhill Elite dettagli                    | Valentina Höll Austria                                                                            | 3'53"857 | Nina Hoffmann Germania                                                                       | a 0"906 | Myriam Nicole Francia                                                                             | a 3"447  |
| Downhill Junior dettagli                   | Jenna Hastings Nuova Zelanda                                                                      | 4'18"541 | Gracey Hemstreet Canada                                                                      | a 1"870 | Valentina Roa Sanchez Colombia                                                                    | a 15"944 |
| E-MTB Cross country dettagli               | Nicole Göldi Svizzera                                                                             | 47'00"   | Justine Tonso Francia                                                                        | a 1'15" | Nathalie Schneitter Svizzera                                                                      | a 1'25"  |
| Cross country short track dettagli         | Pauline Ferrand-Prévot Francia                                                                    | 21'56"   | Alessandra Keller Svizzera                                                                   | a 18"   | Gwendalyn Gibson Stati Uniti                                                                      | a 21"    |
| Gare miste                                 |                                                                                                   |          |                                                                                              |         |                                                                                                   |          |
| Cross country Staffetta a squadre dettagli | Svizzera Dario Lillo Khalid Sidahmed Ramona Forchini Ronja Blochlinger Anina Hutter Nino Schurter | 1h17'14" | Italia Luca Braidot Marco Betteo Martina Berta Valentina Corvi Giada Specia Simone Avondetto | a 06"   | Stati Uniti Christopher Blevins Cayden Parker Madigan Munro Bailey Cioppa Haley Batten Amos Riley | a 14"    |